# Kabin Buri (huyện)
Kabin Buri (tiếng Thái: กบินทร์บุรี) là một huyện (Amphoe) ở phía đông nam của tỉnh Prachinburi, phía đông Thái Lan.

## Lịch sử
Mueang Kabin Buri là một thành phố cổ của vương quốc Ayutthaya. Tòa thị chính nằm ở Ban Hanuman. Năm 1906, thành phố đã được dời đến Ban Paknam, khu vực các sông Hanuman và Phra Prong hợp lưu tạo ra sông Prachin Buri. Ngày 1 tháng 4 năm 1926, tỉnh bị giải thể và hai huyện Mueang Kabin Buri và Aranyapathret đã trở thành huyện thuộc tỉnh Prachinburi.

## Địa lý
Các huyện giáp ranh (từ phía tây theo chiều kim đồng hồ) là: Si Maha Phot, Prachantakham, Na Di của tỉnh Prachinburi, Mueang Sa Kaeo, Khao Chakan của tỉnh Sa Kaeo và Sanam Chai Khet của tỉnh Chachoengsao.
Nguồn nước quan trọng ở đây là sông Hanuman, sông Phra Prong và sông Prachin Buri.

## Hành chính
Huyện này được chia thành 14 phó huyện (tambon), các đơn vị này lại được chia ra thành  192 làng (muban). Có ba thị trấn (thesaban tambon) - Kabin nằm trên một phần của tambon Kabin, Mueang Kao nằm trên một phần của tambon Mueang Kao and Kabin, và phần Sa Bua của tambon Lat Takhian. Có 14 Tổ chức hành chính tambon.
| STT. | Tên            | Tên Thái  | Số làng | Dân số |  |
| ---- | -------------- | --------- | ------- | ------ |  |
| 1.   | Kabin          | กบินทร์     | 12      | 14.865 |  |
| 2.   | Mueang Kao     | เมืองเก่า   | 22      | 16.704 |  |
| 3.   | Wang Dan       | วังดาล     | 16      | 7.154  |  |
| 4.   | Nonsi          | นนทรี      | 16      | 7.746  |  |
| 5.   | Yan Ri         | ย่านรี      | 12      | 8.229  |  |
| 6.   | Wang Takhian   | วังตะเคียน  | 17      | 10.569 |  |
| 7.   | Hat Nang Kaeo  | หาดนางแก้ว | 7       | 4.245  |  |
| 8.   | Lat Takhian    | ลาดตะเคียน | 13      | 10.608 |  |
| 9.   | Ban Na         | บ้านนา     | 11      | 8.661  |  |
| 10.  | Bo Thong       | บ่อทอง     | 10      | 6.010  |  |
| 11.  | Nong Ki        | หนองกี่     | 12      | 11.574 |  |
| 12.  | Na Khaem       | นาแขม     | 11      | 4.524  |  |
| 13.  | Khao Mai Kaeo  | เขาไม้แก้ว  | 11      | 8.481  |  |
| 14.  | Wang Tha Chang | วังท่าช้าง   | 22      | 15.424 |  |